# 19 червня
19 червня — 170-й день року (171-й у високосні роки) в григоріанському календарі. До кінця року залишається 195 днів.

## Свята і пам'ятні дні

### Міжнародні
- ООН: Міжнародний день боротьби з сексуальним насильством в умовах конфлікту (A/RES/69/293)
- ООН: Міжнародний день серпоподібноклітинної анемії[1] (A/63/L63) (World Sickle Cell Day)

- ООН: Всесвітній день дитячого футболу. Проголошений Дитячим фондом ООН (ЮНІСЕФ) і Міжнародною федерацією футбольних асоціацій (ФІФА)
- Всесвітній день прогулянки.(World Sauntering Day)

### Національні
- Україна: День фермера (з 2020)
- Уругвай:
  - День «ніколи більше». (Nunca Más в пам'ять про військову диктатуру 1973-1985)
  - День вшанування старших. (Día del Abuelo)
  - День народження національного героя Хосе Артігаса.
- Угорщина: День Незалежної Угорщини.
- Тринідад і Тобаго: День праці.
- Алжир: День революції.
- Філіппіни: Свято лісу на острові Палаван.
- США:
  - День звільнення рабів.
  - День емансипації в штаті Техас.
  - Національний день Мартіні.

### Релігійні

#### Християнство
Католицька церква:
- День Святого Ромуальда.

 Православна церква:
- Апостола Юди, брата Господнього по плоті.
- Мученика Зосими.
- Преподобного Паїсія Великого.
- Преподобного Іоана, пустельника.
- Преподобного Паїсія Хіландарського.

## Українські народні прикмети
З дня Зосими бджоли починають заносити мед, заливати стільники. За народними прикметами, коли бджоли на цей день швидко летять до своїх вуликів, то скоро буде дощ; стають злішими, частіше жалять — перед посухою; сидять на стінках вулика — до сильної спеки.

## Події
- 240 до н. е. — Грецький учений Ератосфен Кіренський (на зображенні) уперше обчислив радіус Землі.
- 325 — Прийнятий Нікейський символ віри.
- 1205 — Битва під Завихостом.
- 1819 — До Ліверпуля прибула «Саванна» — перший пароплав, який перетнув Атлантичний океан.
- 1885 — З Французької республіки до Нью-Йорка доставлено подарунок — статую Свободи.
- 1948 — Підписано Женевську конвенцію «Про міжнародне визнання майнових та інших прав осіб, котрі перебувають у літаках».
- 1953 — Американське подружжя Джуліус та Етель Розенберги страчені через сприяння радянській розвідці.
- 1968 — Рада Безпеки ООН ухвалила резолюцію про гарантії безпеки держав, які не мають ядерної зброї.
- 1996 — Україна та Киргизстан підписали Договір про дружбу та співробітництво.

## Народилися
Дивись також Категорія:Народились 19 червня
- 1909 — Осаму Дадзай, японський письменник.
- 1566 — Яків І Англійський, король Англії та Шотландії (†1625).
- 1623 — Блез Паскаль, французький філософ, письменник, фізик, математик.
- 1689 — Аокі Конйо, японський науковець, конфуціанець, агроном, знавець ранґаку.
- 1909 — Марія Пшепюрська-Овчаренко, український мовознавець, діалектолог (†1988).
- 1924 — Василь Биков, білоруський письменник (†2003)
- 1941 — Вацлав Клаус, чеський політик: міністр, прем'єр, спікер, президент
- 1947 — Салман Рушді, британський письменник індійського походження, засуджений (заочно) в Ірані до смерті
- 1961 — Наталія-Марія Фарина, українська співачка (сопрано), педагог, заслужена артистка України (1997).
- 1964 — Борис Джонсон, британський політик та колишній журналіст; прем'єр-міністр Великої Британії (2019—2022).
- 1972 — Жан Дюжарден, французький актор, сценарист та режисер. Володар премії «Золотий глобус» та «Оскара».
- 1972 — Мирослава Ґонґадзе, українська журналістка, вдова Георгія Ґонґадзе (після загибелі чоловіка отримала політичний притулок у США).

## Померли

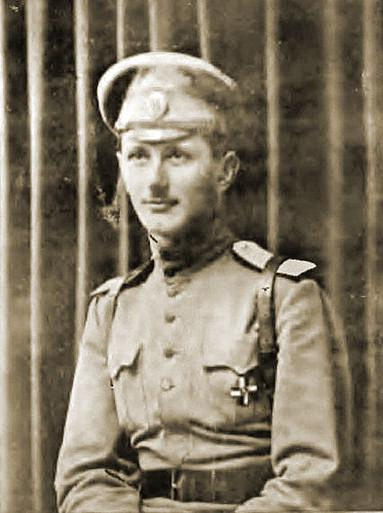
Володимир Оскілко

Дивись також Категорія:Померли 19 червня
- 1820 — Джозеф Бенкс, британський ботанік, президент Лондонського королівського товариства
- 1926 — Володимир Оскілко, український військовий і громадський діяч часів УНР, отаман, генерал-хорунжий Армії УНР, командувач Північної групи військ Директорії, вбитий більшовицьким агентом ЧК.

- 1931 — Максим Загривний, український поет, політичний діяч;
- 1956 — Томас Вотсон, американський підприємець і організатор виробництва, один з засновників і перший президент компанії IBM.
- 1968 — Кассандр (Мурон Адольф), французький живописець українського походження, театральний художник, плакатист. Творець логотипу французької марки одягу Yves Saint Laurent.
- 1984 — Лі Краснер (Lee (Lenore) Krasner), американська художниця, працювала в стилі абстрактного експресіонізму. Дочка українських емігрантів Ганни та Йосипа Краснерів з села Шпиків Вінницької області. Дружина американського художника Джексона Поллока.
- 1986 — Колюш, французький комік, актор і сценарист.
- 1991 — Джин Артур, американська акторка.
- 2012 — Леонід Талалай, український поет.
- 2013 — Джеймс Гандольфіні, американський актор.
- 2021 — Святослав Волков, він же Gorky Look. Вів однойменний блог у стилі політичної сатири на тему "кацапознавство".